# Huarache (alimento)

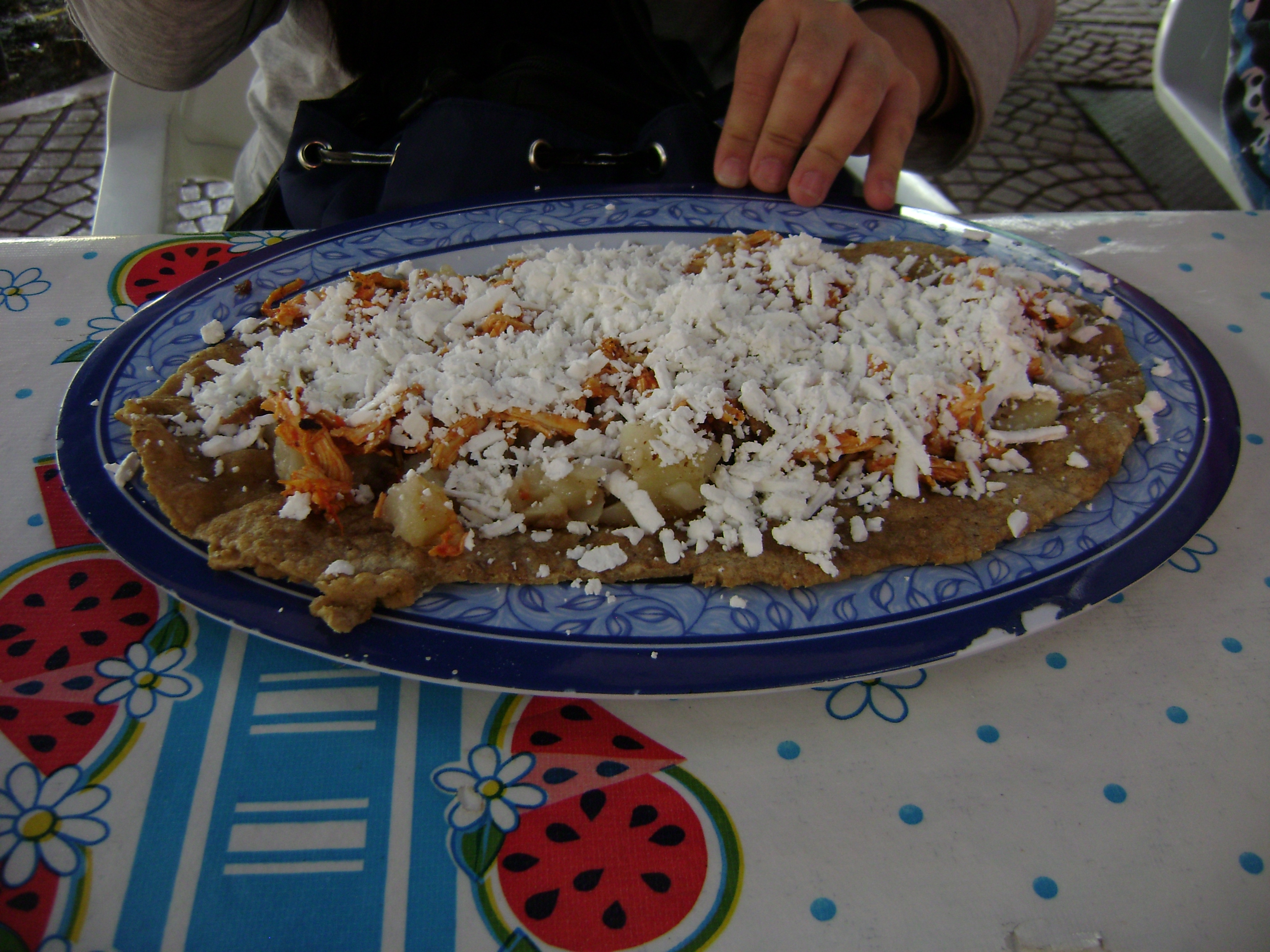
Huarache de frango com molho vermelho

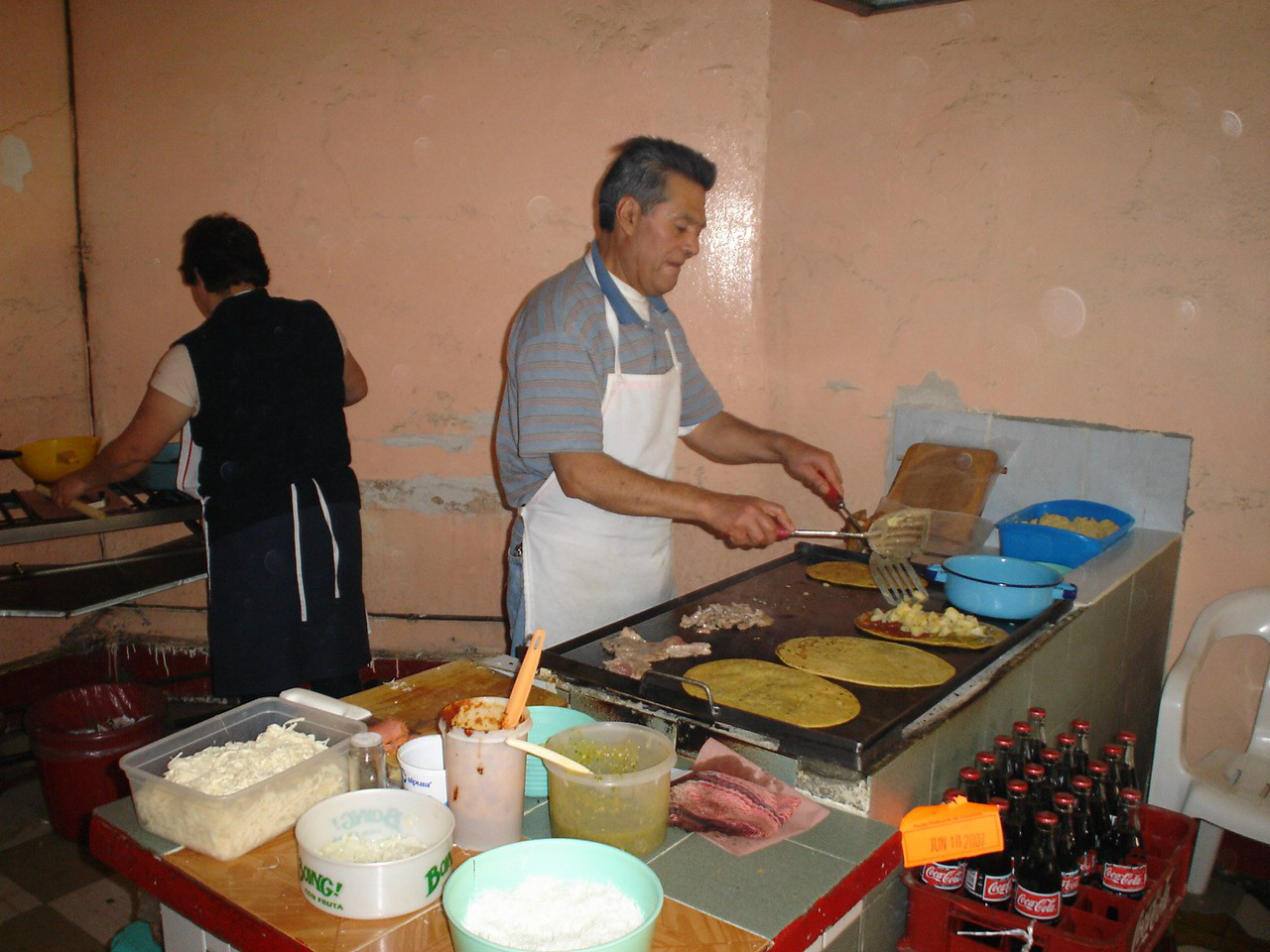
Preparando huaraches

Huarache (às vezes escrito guarache)wa'ɾatʃeⓘ é um prato popular da culinária mexicana que consiste de masa (massa de milho) e feijões amassados colocados no centro, antes que seja dada a forma oblonga, com a base de masa frita, com uma variedade de coberturas, incluindo salsaverde ou vermelha, cebola, batata, coentro e qualquer forma de proteína, como carne moída, língua, e, em seguida, terminar com queijo fresco. Este prato é o mais popular em sua cidade natal, a Cidade do México. O prato também é vendido nas cidades com grandes populações de mexicanos-americanos populações, tais como Los Angeles, Chicago, Nova York, San Francisco, San Antonio, Dallas ou Houston, mas ainda não se tornou amplamente disponível em todo os Estados Unidos. Ainda, os huaraches e outros pratos Mexicanos têm aumentado sua presença no Meio-Oeste americano, devido ao número crescente de Latinos na América rural.
O nome "Huarache" é derivado da forma da massa, similar às populares sandálias de mesmo nome. A palavra Huarache é original da língua purépecha e a palavra náuatle para huarache é kwarachi. Huaraches são semelhantes a sopas e tlacoyos, mas diferem na forma.

## Origem
Os huaraches surgiram  na Cidade do México, no início da década de 1930. Sua origem foi em uma banca, juntamente ao canal de navegação La Viga, onde Carmen Gómez Medina preparava tlacoyos. Quando o canal de navegação foi aterrado para fazer a "Calzada de la Viga", a senhora Gómez mudou-se para outro lugar e depois de 1957, quando o Mercado de Jamaica foi fundado, ela se mudou para lá e depois para um outro lugar na região.